# Megalithanlagen von Lurgankeel
Zu den Megalithanlagen von Lurgankeel (irisch An Lorgain Chaol) zählen neben kleineren, weniger bedeutenden Anlagen, hauptsächlich ein Wedge Tomb und ein Portal Tomb. Sie liegen etwa 160 m voneinander entfernt.
Lurgankeel ist ein Townland im County Louth in Irland und liegt etwa 6 km nordwestlich von Dundalk.

## Das Wedge Tomb
Lage: 54° 2′ 41,4″ N, 6° 26′ 24,2″ W

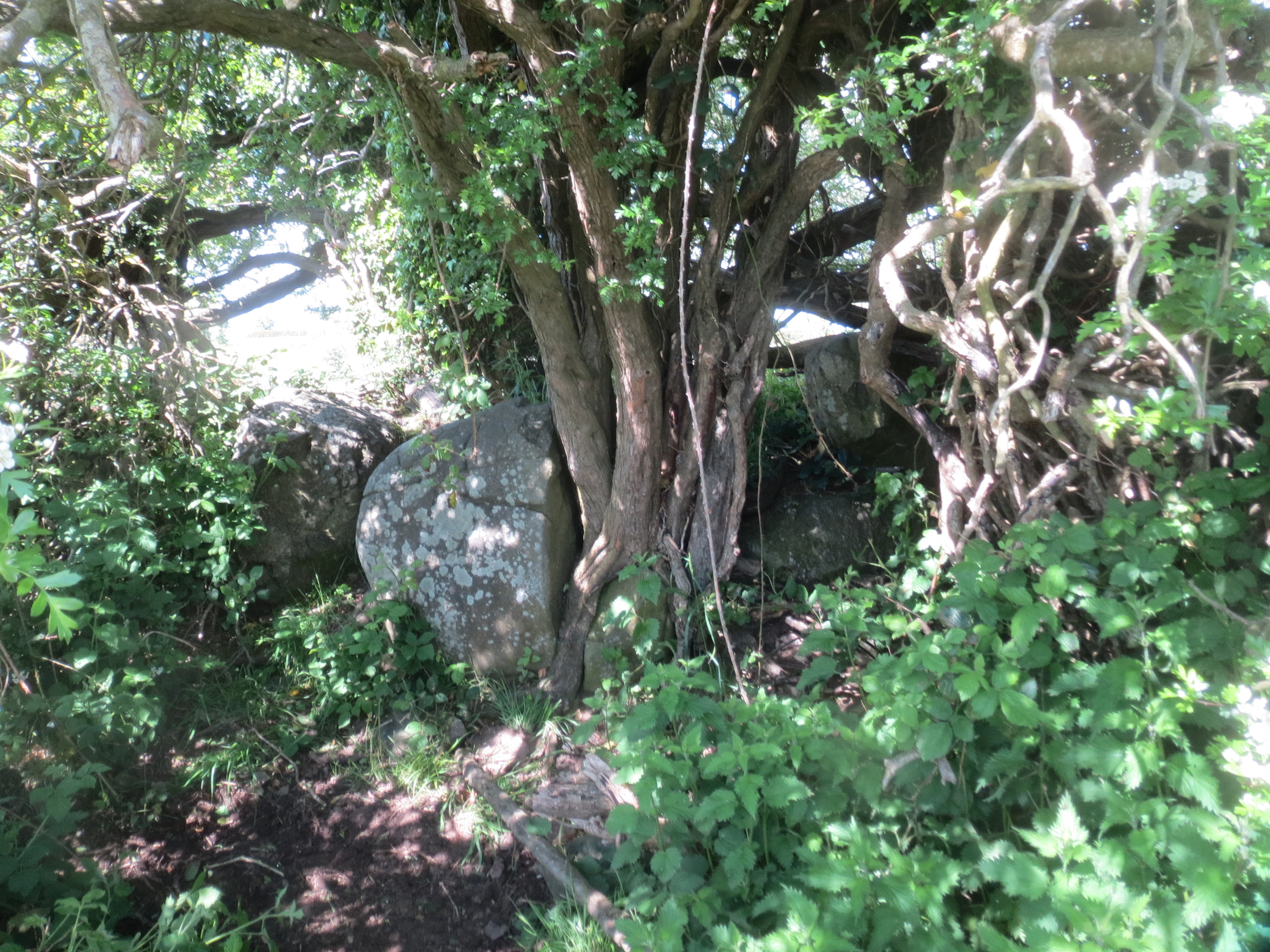
Das Wedge Tomb

Wedge Tombs (deutsch „Keilgrab“), früher auch „wedge-shaped gallery graves“ genannt, sind doppelwandige, ganglose, mehrheitlich ungegliederter Megalithbaue der späten Jungsteinzeit und der frühen Bronzezeit in Irland. Das Tomb in Lurgankeel besteht aus einem stark bewachsenen länglichen Hügel von etwa 12,0 m Länge, 7,0 m Breite und 1,0 m Höhe, in dem die Überreste einer langen Galerie liegen. Zwei Weißdorne wachsen am südlichen Ende des Hügels. Die Galerie ist etwa 4,5 m lang, mit dem Zugang im Süden. Ein großer Stein markiert das südliche Ende der Galerie. Auf der Ostseite der Galerie sind fünf, auf der Westseite aber nur zwei Seitensteine sichtbar. In der Nähe des nördlichen Ausläufers des Hügels liegt ein niedriger Stein. Es kann ein Endstein oder ein Randstein sein. Eine Bodenplatte im Galeriebereich kann ein abgeschobener Deckstein sein.

## Das Portal Tomb
Lage: 54° 2′ 37,6″ N, 6° 26′ 17,8″ W

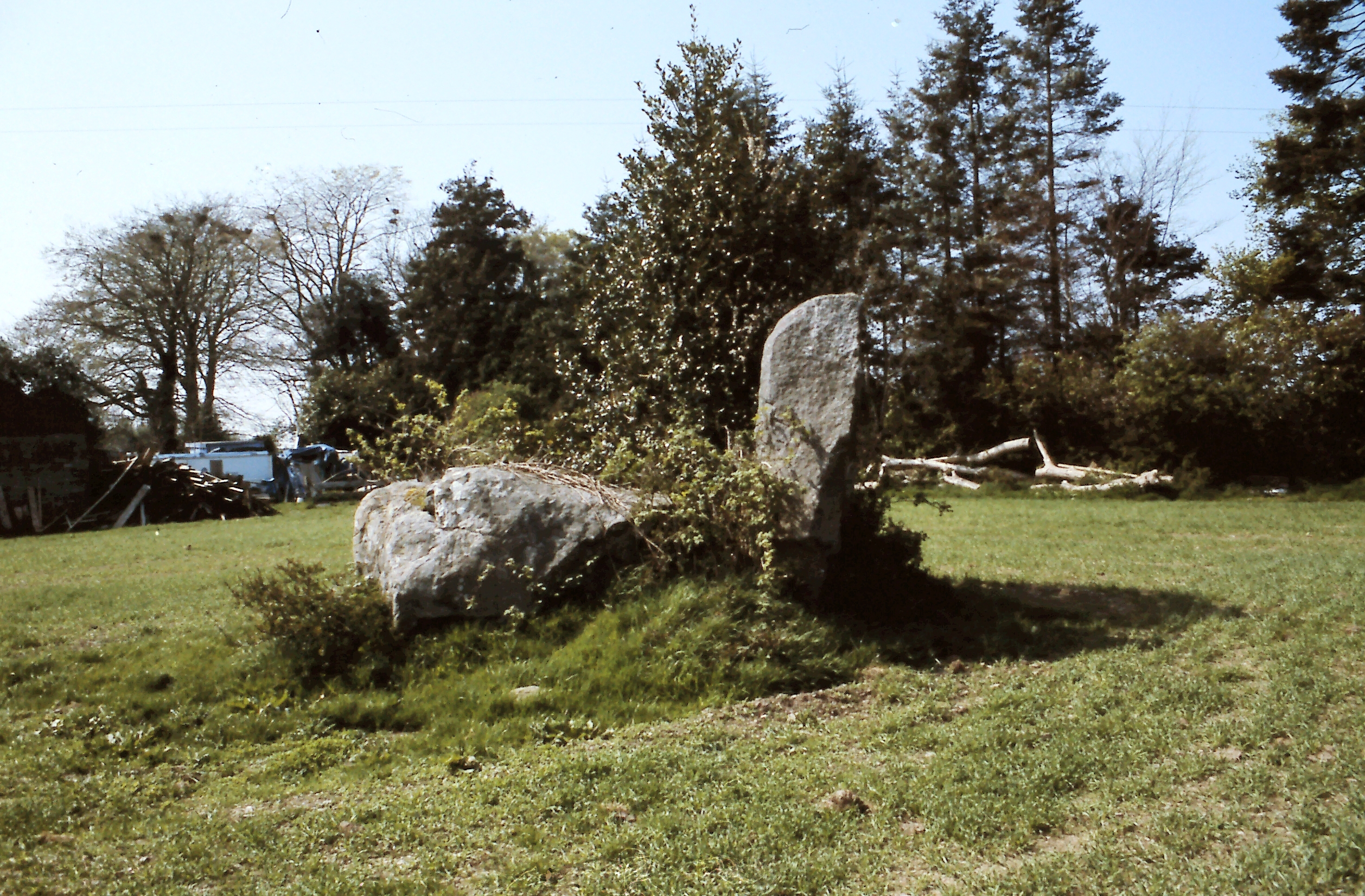
Das Portal Tomb

Als Portal Tombs werden in Irland und Großbritannien Megalithanlagen bezeichnet, bei denen zwei gleich hohe, aufrecht stehende Steine mit einem Türstein dazwischen, die Vorderseite einer Kammer bilden, die mit einem zum Teil gewaltigen Deckstein bedeckt ist.
Von dem Tomb in Lurgankeel sind lediglich ein 2,5 m hoher Portalstein und der danebenliegende große Deckstein (3,7 × 2,9 × 1,2 m) erhalten.